# Парламентские выборы в Финляндии
Парламентские выборы в Финляндии (фин. Eduskuntavaalit, швед. Riksdagsval i Finland) — выборы в 200-местный Парламент (Эдускунту) Финляндии.

## Избирательные округа
Территория Финляндии поделена на 15 избирательных округов в которых в соответствии с методом д’Ондта голосование осуществляется по партийным спискам при пропорциональном представительстве. Аландские острова выделены в отдельный избирательный округ с фиксированным представительством в Эдускунте (1 мандат) вне зависимости от числа населения архипелага. В других регионах из-за изменения численности населения число депутатских мест может меняться.
Распределение числа парламентских мандатов по округам на последних парламентских выборах 2011 года выглядело следующим образом: